# Amar Gegić
Amar Gegić (Stoccarda, 14 febbraio 1998) è un cestista bosniaco con cittadinanza tedesca.

## Carriera
Con la Bosnia ed Erzegovina ha disputato i Campionati europei del 2022.

## Palmarès
- Campionato tedesco: 1

Bayern Monaco: 2017-2018
- Campionato croato: 1

Zara: 2024-2025
- Coppa di Serbia: 1

Partizan Belgrado: 2019